# 潮连大桥
潮連大橋（英文：Chaolian Bridge）是位於廣東省江門市蓬江區區內的一條橋梁，由廣東省江門市蓬江區實際管轄，橫跨西江，全長1,498米，雙向四車道。連接江門市區和潮連島。
大橋連接島內主幹道潮連大道。於1990年動工，1996年4月落成。2022年5月開始為期150天的加固工程。